# Grosstraktor
Pour l'article général sur les chars allemands de la Seconde Guerre mondiale, voir Panzer.
Grosstraktor ou Großtraktor (en français : Grand tracteur) était le nom donné aux six prototypes de chars moyens (deux de chaque) par Rheinmetall, Krupp et Daimler, pour le compte de la Reichswehr de la République de Weimar, en violation du traité de Versailles. 
Construit en secret, Ils ont été testé en Union soviétique de 1926 à 1933 à Kama (Panzertruppenschule Kama), près de Kazan. Ils ont été utilisés pour la formation du personnel et mis à la retraite comme monuments après que le parti nazi est venu au pouvoir.

## Großtraktor I
Le Großtraktor I est conçu par le Dr Porsche, qui travaillait à ce moment-là pour Daimler. Le char était armé d'un canon KwK L/24 de 75 mm et trois à quatre mitrailleuses de 7,92 mm. Le char avait des capacités amphibies. Le moteur était un six cylindres M182206 de chez Daimler avec une puissance totale de 260 ch. En 1929, il a été construit les prototypes n° 41 et n° 42. L'un des 2 prototypes, plus tard, a reçu un canon amélioré. Les deux véhicules, cependant, ont rencontré de nombreux problèmes avec la transmission.

## Großtraktor II
Rheinmetall a conçu la deuxième variante du Großtraktor. Ils ont été armés avec le même canon que la variante I et avait aussi 3 à 4 mitrailleuses de 7,92 mm. La conception était plus simple que la conception de Daimler, avec, entre autres, des trappes d'accès sur le côté du char. Rheinmettal a également produit deux prototypes, le n° 45 en 1928 et le n° 46 en 1929. Il y a eu encore des modifications apportées en 1930, 32 et 33. Le moteur était un moteur BMW Va avec une puissance de 250 chevaux.

## Großtraktor III
Le Großtraktor III a été conçu par Krupp. Il était semblable aux deux versions précédentes, mais différait dans de nombreux détails. En outre, ces deux prototypes ont été construits, le n° 43 en 1928 et le n° 44 en 1929. Tous deux ont été modifiés en 1931. Le moteur était un BMW Va avec 250 chevaux. De plus, cette version avait aussi le canon KwK L/24 de 75mm.

## Jeux vidéo
- Le Großtraktor de Krupp fait son apparition dans le jeu vidéo World of Tanks, sous le nom de Grosstraktor - Krupp, et en tant que char lourd premium de tier III, dans l'arbre technologique Allemand.